# Luca Acri

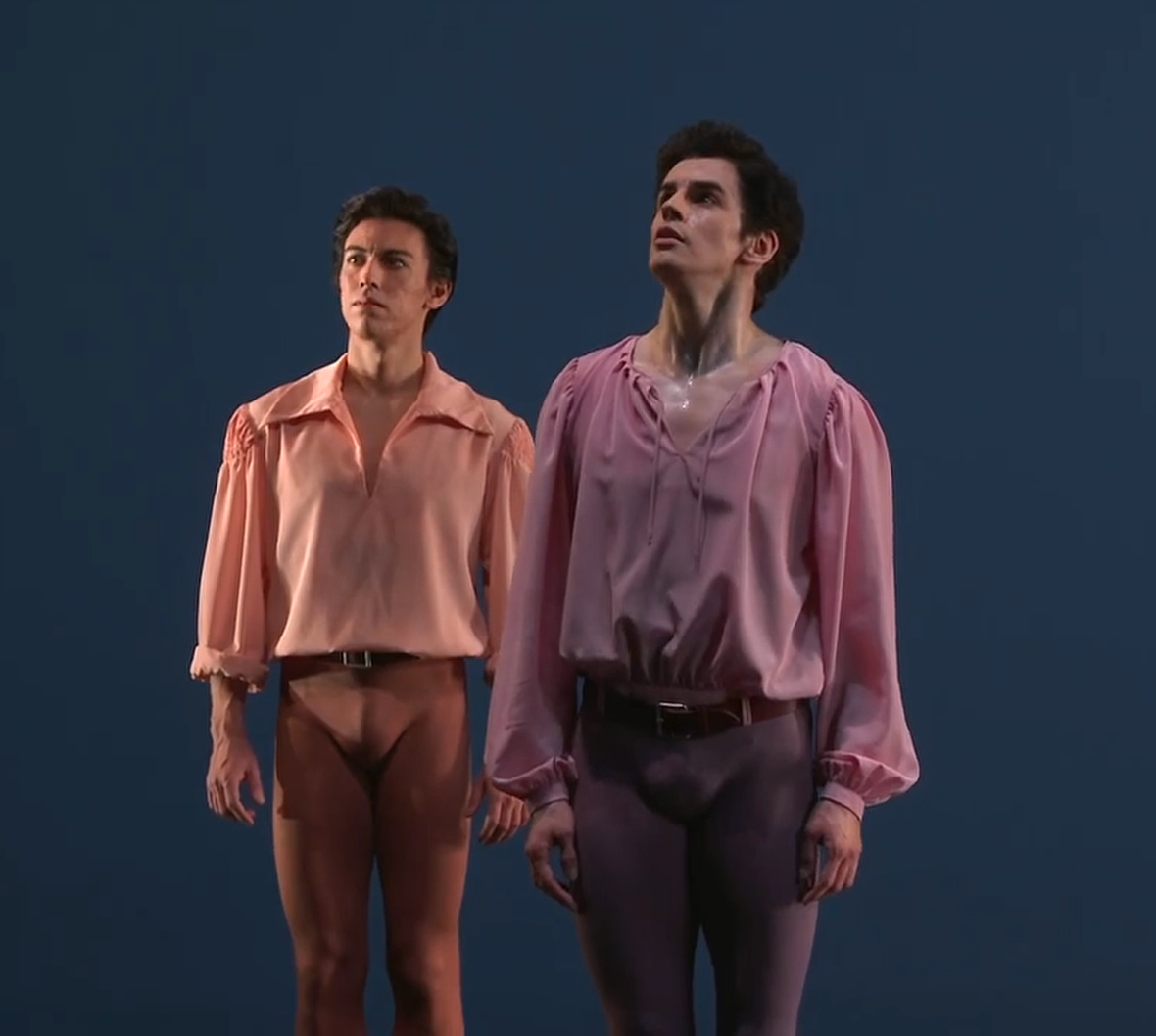
Luca Acri e Federico Bonelli in Dances at a Gathering di Jerome Robbins

Luca Acri (6 marzo 1992) è un ballerino giapponese di origini italiane. È primo solista del Royal Ballet di Londra.

## Biografia

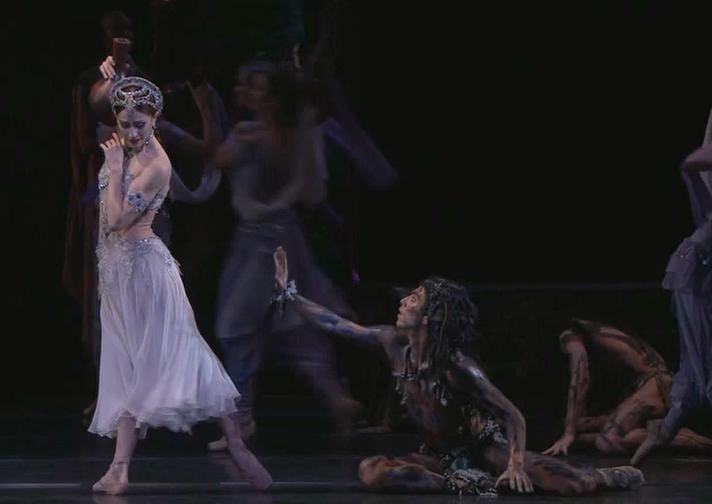
Luca Acri e Marianela Nunez, La Bayàdere

Luca Acri è nato in Svizzera nel 1992, figlio di padre italiano e madre giapponese. È cresciuto in Giappone, dove il padre insegnava danza all'Acri-Horimoto Ballet Academy in Giappone. Nel 2010 ha partecipato al Prix de Lausanne, classificandosi tra i finalisti. Nello stesso anno è stato ammesso alla Royal Ballet Upper School e, dopo il diploma, è stato scritturato dal Royal Ballet durante la stagione 2013/2014. Ha scalato rapidamente i ranghi della compagnia, venendo promosso a primo artista nel 2014, solista nel 2015 e primo solista nel 2019.
Noto per le grandi doti tecniche e la grande rapidità nei movimenti, Arcri ha danzato in un vasto repertorio di ruoli che includono quelli dell'eponimo protagonista e del Principe ne Lo schiaccianoci (Wright), Basilio in Don Chisciotte (Acosta), Mercuzio in Romeo e Giulietta (MacMillan), Bratfisch in Mayerling (MacMillan), Lescaut in Manon (MacMillan), Puck in The Dream (Ashton), Alain ne La fille mal gardée (Ashton), l'uccello azzurro e Florestan ne La bella addormentata (Petipa), Benno ne Il lago dei cigni (Scarlett), Florizel ne Il racconto d'inverno (Wheeldon), Hilarion in Giselle (Wright), danzando anche in numerose coreografie di George Balanchine (Jewels), Jerome Robbins (Dances at a Gathering), Wayne McGregor e Michel Fokine (come protagonista de Lo spectre de la rose al London Coliseum nel 2022). Inoltre, ha danzato in occasione delle prime assolute di Connectome (Marriott), The Age of Anxiety (Scarlett), Untouchable (Schechter), Symphonic Dances (Scarlett) e Obsidian Tear (McGregor).

## Premi
- Finalista per il Prix de Lausanne, 2010